# Pinnower Läuche und Tauersche Eichen
Pinnower Läuche und Tauersche Eichen este o arie protejată (arie specială de conservare — SAC, sit de importanță comunitară — SCI) din Germania întinsă pe o suprafață de 1.527,53 ha, integral pe uscat.

## Localizare
Centrul sitului Pinnower Läuche und Tauersche Eichen este situat la coordonatele 51°57′15″N 14°29′44″E / 51.9542°N 14.4956°E.

## Înființare
Situl Pinnower Läuche und Tauersche Eichen a fost declarat sit de importanță comunitară în septembrie 2000 pentru a proteja 5 specii de animale. Situl a fost protejat și ca arie specială de conservare în ianuarie 2003.

## Biodiversitate
Situată în ecoregiunea continentală, aria protejată conține 5 habitate naturale: Liziere de ierburi înalte hidrofile de câmpie și de nivel montan până la alpin, Mlaștini turboase de tranziție și turbării mișcătoare, Mlaștini calcaroase cu Cladium mariscus și specii de Caricion davallianae, Păduri acidofile de stejar bătrân cu Quercus robur pe câmpii nisipoase, Mlaștini împădurite.
La baza desemnării sitului se află mai multe specii protejate:
- păsări (2): becațină comună (Gallinago gallinago), Grus grus grus
- nevertebrate (2): rădașcă (Lucanus cervus), Osmoderma eremita
- pești (1): boarță (Rhodeus sericeus amarus)

Pe lângă speciile protejate, pe teritoriul sitului au mai fost identificate 11 specii de plante.